# Pedro Ramos de Almeida
Pedro Ramos de Almeida (* 23. März 1932 in Lissabon; † 22. Juli 2012 ebenda) war ein portugiesischer Schriftsteller, zumeist politischer Sachbücher, und kommunistischer Politiker.

## Leben
Almeida wurde 1932 in Lissabon geboren und studierte Rechtswissenschaften. Als 18-Jähriger schloss er sich der Jugendorganisation des MUD (Movimento de União Democrática) an. Seitdem war er politisch tätig. Sein Engagement gegen die faschistische Diktatur von António de Oliveira Salazar brachte ihm vier Jahre Gefängnis in der berüchtigten Festung von Peniche ein. Er war Studentenführer der drei großen Universitäten des Landes (Lissabon, Porto und Coimbra) und damit stets unter Beobachtung der Geheimpolizei PIDE.
Auch lebte er vielfach im Ausland, so von 1961 bis 1962 zunächst in Paris, dann von 1962 bis 1964 als offizieller Vertreter des Partido Comunista Português (PCP) in Prag, von 1964 bis 1969 in Algerien. Dort war er einer der Leiter und Initiatoren des oppositionellen Radiosenders "Voz da Liberdade" (Stimme der Freiheit). Von 1969 bis 1971 lebte er in Portugal im Untergrund.
Als Autor wurde er vor allem durch politische Bücher zum Thema Kolonialismus und Faschismus bekannt. Er hat außerdem viele Artikel in portugiesischen Zeitungen und Magazinen verfasst. Bis zu seinem Tode war er Mitglied bei der PCP. Almeida war verheiratet und hinterlässt zwei Söhne, die als Journalisten bei Zeitungen tätig sind.

## Werke
- Salazar, Biografia da Ditaduara (Salazar, Biografie einer Diktatur)
- O assasinia do General Humberto Delgado. A Armadilha (Die Ermordung von General Humberto Delgado)
- Portugal e a escravatura em Africa. Cronologia dos séculos XVI–XVII. (Portugal und seine Präsenz in Afrika. Chronologie des 16. und 17. Jahrhunderts)
- História do Colonialismo Português em Africa. Cronologia do século XIX. (Geschichte des portugiesischen Kolonialismus in Afrika. Chronologie im 19. Jahrhundert)
- A questão de Vietname (Die vietnamesische Frage)
- O processo do Salazarismo (Relatorio sobre Portugal). (Der Salazarismus als Prozess und seine Auswirkungen auf Portugal)
- Dicionário político de Mário Soares (Politisches Wörterbuch über die Politik von Mário Soares)
- País da só mudança (Lyrik)